# Centaurium erythraea

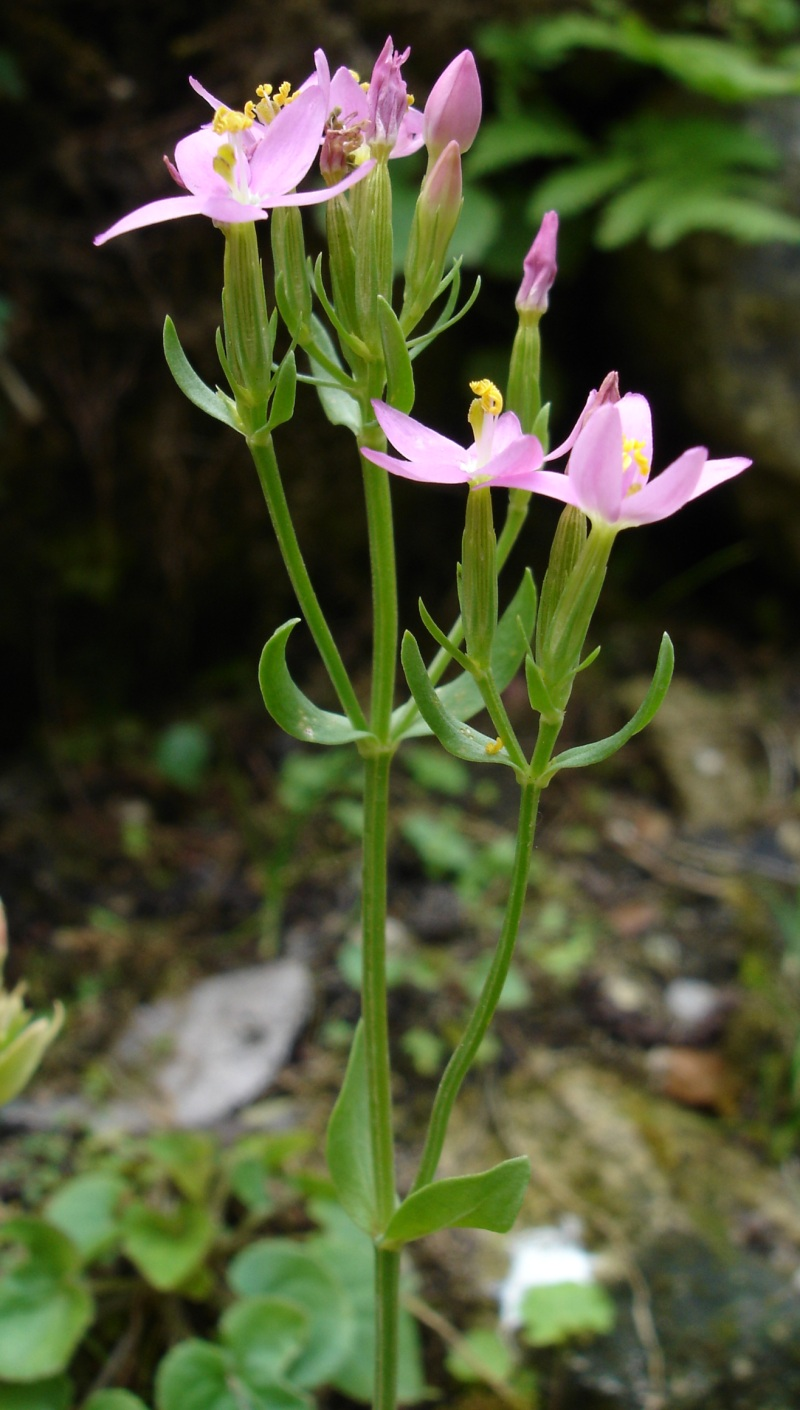
Detalhe das flores de C. erythraea.

Centaurium erythraea, conhecida pelo nome comum de centáurea-menor, é uma planta herbácea anual ou bianual pertencente à família das Gentianaceae, muito utilizada em medicina tradicional e em ervanária. A espécie continua a ser frequentemente referida pelo sinónimo taxonómico Erythraea centaurium.

## Descrição e distribuição
C. erythraea é uma planta originária da zona do Mediterrâneo, caracterizada por um odor suave e característico que se perde quando a planta desseca. Prefere as zonas secas com solos pobres, geralmente em clareiras e margens das florestas e nas bermas do caminhos.
É uma erva anual ou bianual de caule erecto com 10 a 50 cm de altura, muito ramificado. As folhas são de cor verde pálido, lisas e com bordos inteiros.
A flor tem cinco pétalas, de cor rosada, com 6–8 mm de comprimento. A estrutura floral contém a maior concentração dos princípios amargos utilizados em medicina tradicional. Frutifica em cápsulas com sementes muito pequenas.

## Etnobotânica
A espécie é utilizada pelos europeus para fins medicinais desde a Antiguidade Clássica, sendo citada em textos de Virgílio e de Lutécio, nos quais se menciona o seu sabor muito amargo, sendo então conhecida por fel da terra.

## Sinonímia
Dada a variabilidade morfológica da espécie e a vasta área de distribuição natural, existe uma vasta sinonimia, em grande parte em uso em ervanária. Estão identificados os seguintes sinónimos taxonómicos:
- Centaurium minus  Garsault 1764
- Centaurium umbellatum Gilib. 1782
- Erythraea latifolia Sm.
- Centaurium latifolium (Sm.) Druce[2]
- Centaurium majus (Hoffmanns. & Link) Ronniger
- Centaurium minus subsp. austriacum (Ronniger) O.Schwarz
- Centaurium minus subsp. transiens (Wittr.) Bjelcic
- Centaurium minus sensu Sampaio
- Centaurium suffruticosum (Griseb.) Ronniger
- Centaurium turcicum (Velen.) Bornm.
- Centaurium umbellatum subsp. austriacum Ronniger
- Centaurium umbellatum subsp. grandiflorum (Pers.) P.Fourn.
- Centaurium umbellatum subsp. majus (Hoffmanns. & Link) Ronniger
- Centaurium umbellatum subsp. perenne Maire
- Centaurium umbellatum subsp. suffruticosum (Griseb.) Maire
- Centaurium umbellatum subsp. transiens (Wittr.) Ronniger
- Erythraea boissieri Willk.
- Erythraea centaurium var. grandiflora Pers.
- Erythraea centaurium var. suffruticosa Griseb.
- Erythraea centaurium sensu auct.
- Erythraea divaricata Porta
- Erythraea fastuosa A.Caballero
- Erythraea grandiflora (Pers.) Biv.
- Erythraea major Hoffmanns. & Link
- Erythraea purpureo-lutea Davidov
- Erythraea turcica Velen.[3]